# Cua de ventall de Nova Zelanda
El cua de ventall de Nova Zelanda (Rhipidura fuliginosa) és un ocell de la família dels ripidúrids (Rhipiduridae).

## Hàbitat i distribució
Habita els boscos de Nova Zelanda.